# Kollektiv der sozialistischen Arbeit

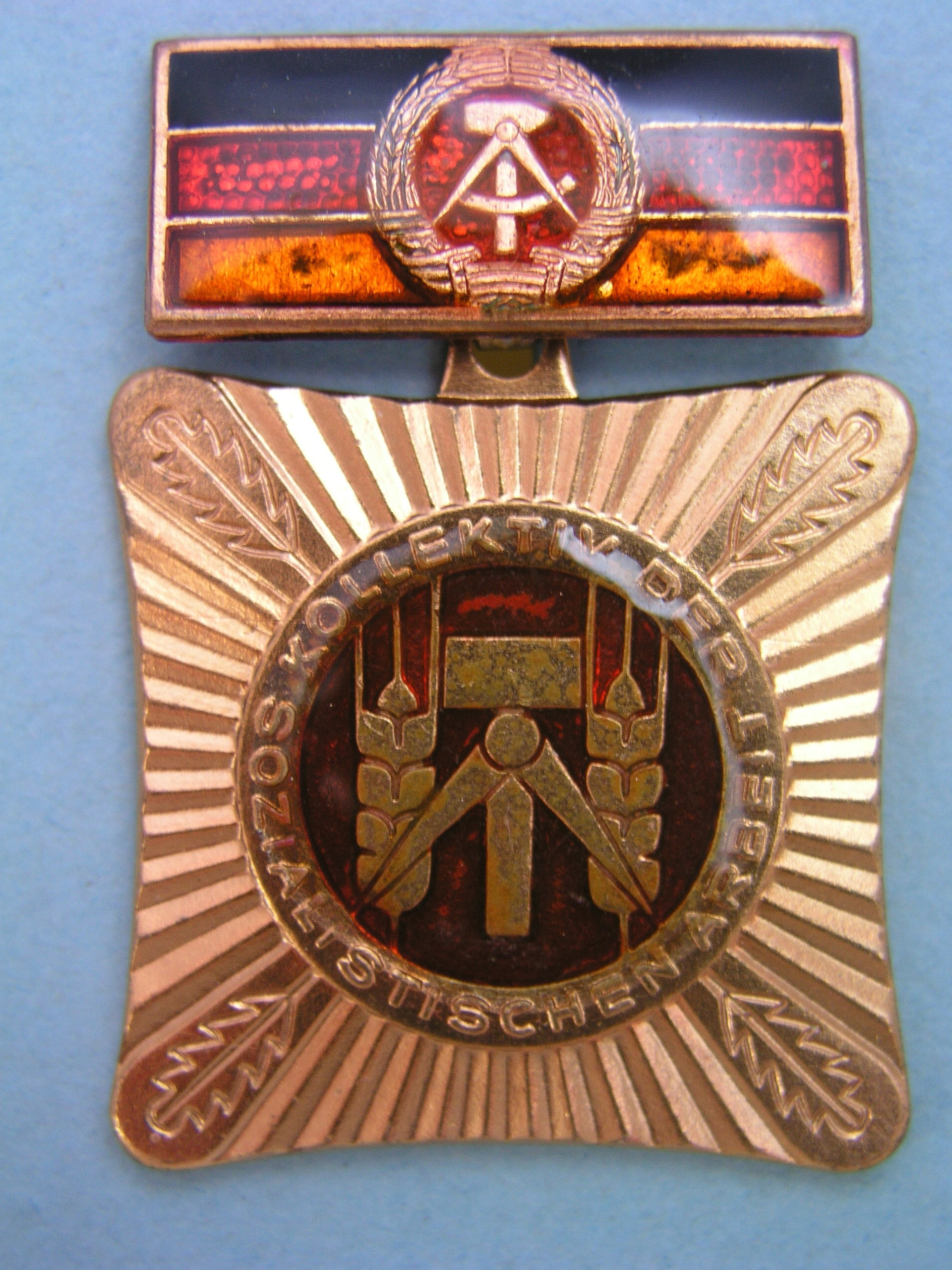
Medaille zum Ehrentitel Kollektiv der sozialistischen Arbeit

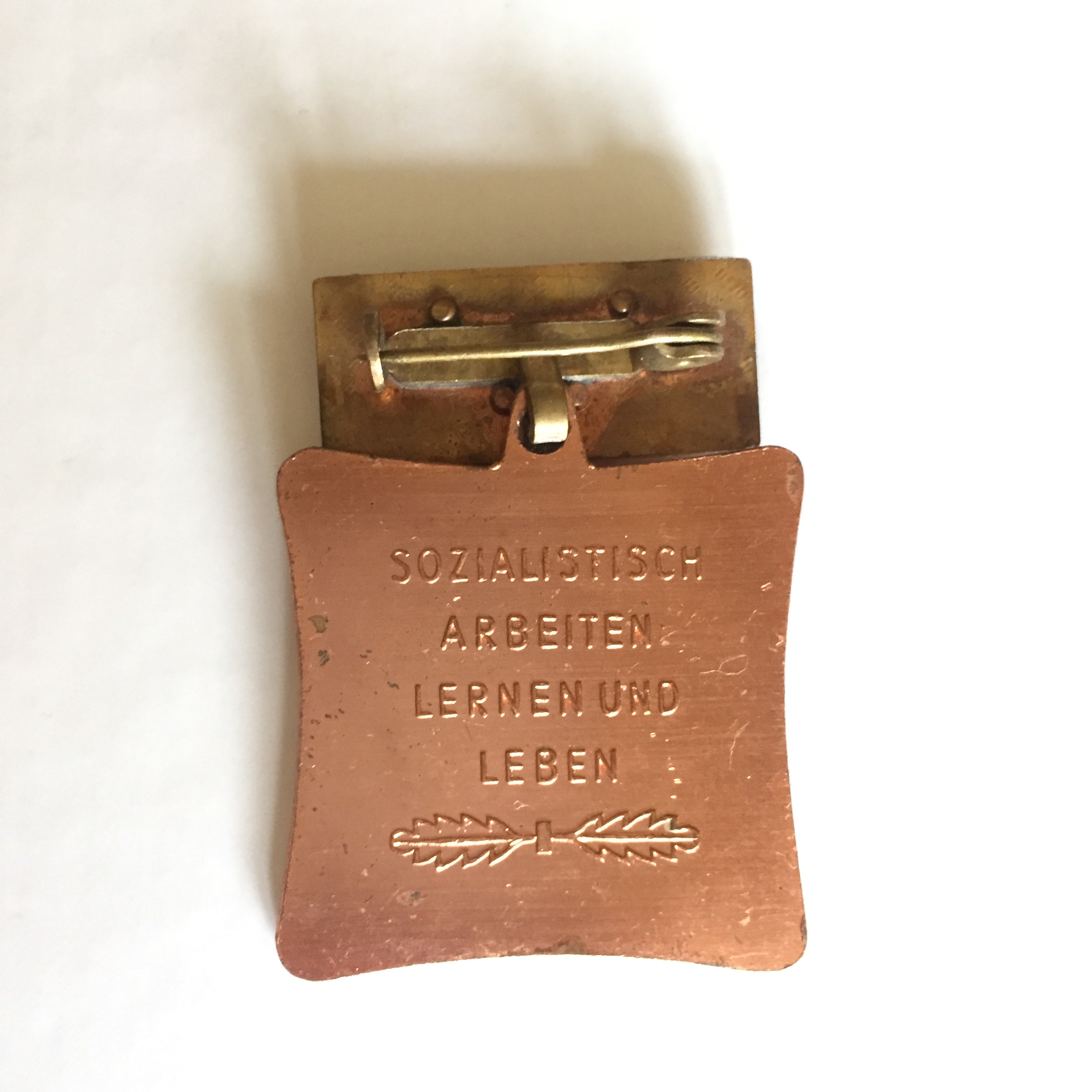
Rückseite der Medaille

Kollektiv der sozialistischen Arbeit war eine staatliche Auszeichnung  der Deutschen Demokratischen Republik (DDR) für Kollektive, welche in Form eines Ehrentitels mit Urkunde und einer tragbaren Medaille verliehen wurde. 

## Beschreibung
Die Auszeichnung wurde am 15. März 1960 gestiftet und würdigte hohe Produktionserfolge, besondere Erfolge in der sozialistischen Gemeinschaftsarbeit und vor allem im Sozialistischen Wettbewerb. Vorläufer waren die Auszeichnungen als „Brigade der sozialistischen Arbeit“ und „Gemeinschaft der sozialistischen Arbeit“.

Urkunde des Mitglieds

Die Auszeichnung als Kollektiv der sozialistischen Arbeit wurde jährlich zuerkannt. Die Mitglieder des ausgezeichneten Kollektivs erhielten eine Medaille (siehe Abbildung), auf deren Rückseite der Text "SOZIALISTISCH ARBEITEN LERNEN UND LEBEN" aufgebracht ist. 1967–1971 wurden mehrmalige Auszeichnungen zusätzlich durch eine Medaillenspange gekennzeichnet. Von 1971 bis 1975 gab es eine Ehrenspange für ununterbrochene Verteidigung des Titels „Kollektiv der sozialistischen Arbeit“ über den Zeitraum des Fünfjahrplans, ab 1979 nach fünfmaliger ununterbrochener Verteidigung eine besondere Spange.
Um den Titel zuerkannt zu bekommen, mussten die Kollektive, Brigaden, Abteilungen und anderweitig bezeichneten Teams in Wirtschaft, Lehre, Kunst, Kultur, Militär usw. abrechenbare Anforderungen erfüllen. Es ging um die Erfüllung politischer, kultureller und fachlicher Ansprüche sowie die Einhaltung sozialistischer Moral und Ethik.
Der Titel wurde nach Erteilung jährlich verteidigt, konnte auch aberkannt werden. Neben der Erfüllung – oft auch Übererfüllung – des heruntergebrochenen Volkswirtschaftsplans im sozialistischen Wettbewerb gehörte zu den Anforderungen, dass die Kollektive z. B. auch gemeinsame kulturelle Aktivitäten nachweisen mussten. Die Kollektive gingen gemeinsam ins Kino oder Theater, um die Punkte für die Anerkennung als Kollektiv der sozialistischen Arbeit zu sammeln, nachgewiesen wurde dies durch Schilderungen der Besuche im Brigadetagebuch.
Der Titel wurde den Kollektiven von der Betriebsleitung mit Zustimmung der Betriebsgewerkschaftsleitung (BGL) oder bei Jugendkollektiven mit Zustimmung der FDJ-Leitung zuerkannt. Die Mitglieder erhielten eine Urkunde, die Medaille und eine Prämie, deren Höhe im Betriebskollektivvertrag (BKV) zwischen Betriebsleitung und Gewerkschaftsleitung vereinbart war.
1989 hatten bereits 270.000 Kollektive mit 4,8 Mio. Mitgliedern die Auszeichnung erhalten. Der von der politischen Führung erhoffte wirtschaftliche Nutzen dieser Massenbewegung blieb dagegen aus.